# Golden Horseshoe Revue
La Golden Horseshoe Revue était un spectacle de type revue présenté depuis l'ouverture du parc Disneyland le 17 juillet 1955 dans le Golden Horseshoe Saloon de Frontierland,.

## Description
Ce spectacle mené par Wally Boag est célèbre pour sa longévité mentionnée au livre Guinness des records, Boag ayant tenu le rôle vedette de 1955 à 1971 puis de 1974 à 1982, durant l'intervalle de trois ans, il mena la version de l'attraction au Magic Kingdom en Floride. Présenté 4 à 5 fois par jour, cette revue western a totalisé plus de 45 000 représentations. La comédienne Betty Taylor a joué aux côtés de Boag à partir de 1956 et a continué jusqu'à l'arrêt du spectacle en 1986. Wally Boag et Fulton Burley, un autre comédien de l'attraction Golden Horseshoe Revue, ont prêté leurs voix à deux oiseaux de l'attraction Enchanted Tiki Room. Un enregistrement du spectacle a été diffusé le 23 septembre 1962 dans l'émission Walt Disney's Wonderful World of Color sur NBC.
Wally Boag et Betty Taylor sont décédés tous les deux au début du mois de juin 2011,.

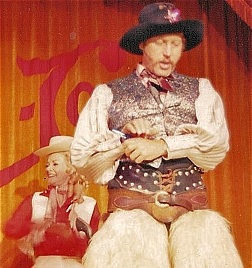
Wally Boag dans le rôle de Pecos Bill.
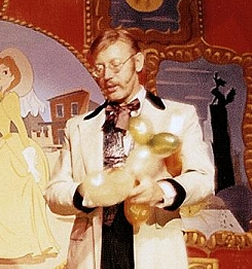
Wally Boag sculptant des ballons.
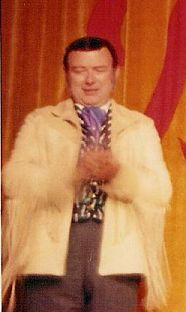
Fulton Burley

## L'attraction
Le spectacle était donné dans le Golden Horseshoe Saloon reproduisant un saloon de western
- Ouverture : 17 juillet 1955
- Fermeture 12 octobre 1986
- Spectacles suivants
  - Golden Horseshoe Jamboree : 1er novembre 1986 au 18 décembre 1994[2]
  - Woody's Roundup en 1999[1]
  - Golden Horseshoe Variety Show en 2000[1]
  - Billy Hill & the Hillbillies depuis 2000